# Encamp
Encamp (phát âm tiếng Catalunya: [əŋˈkam]) là một trong những giáo xứ của Andorra, nằm trên sông Valira d'Orient. Nó cũng là tên của thị trấn chính trong giáo xứ. Các khu định cư khác bao gồm Vila, El Pas de la Casa, Grau Roig, el Tremat, la Mosquera và Les Bons. Tính đến năm 2004, nơi đây có khoảng 11.800 cư dân. Trung tâm của đô thị nằm ở độ cao 1.300 mét (4.270 ft) trên mực nước biển. Ngọn núi cao nhất trong giáo xứ là Pic dels Pessons 2.865 m hay 9.400 ft).

## Máy phát radio
Đài phát thanh Andorra vận hành một máy phát tại Lake Engolasters ở Encamp từ 7 Tháng 8 năm 1939 đến ngày 9 Tháng 4 năm 1981. Ăng-ten vẫn tồn tại ở độ cao 1.600 mét (5.200 ft) (tọa độ: 42°31′18″B 1°34′10″Đ / 42,52167°B 1,56944°Đ).

## Nền kinh tế
Nền kinh tế của giáo xứ chủ yếu dựa vào ngành du lịch, đặc biệt là các hoạt động trượt tuyết và đi bộ đường dài. Ngoài ra còn có ngành công nghiệp bán lẻ ở thị trấn Encamp. Có một nhà máy thủy điện.

## Giao thông
Một đường hầm đang được xây dựng giữa Encamp và Anyós ở giáo xứ lân cận La Massana; Nó cắt giảm thời gian hành trình từ 10–15 phút xuống chỉ còn 5 phút.
Một cáp treo được sử dụng để kết nối thị trấn với hồ Engolasters, nhưng nó đã bị tháo dỡ. Tuy nhiên, một funitel dài 2 đoạn được xây dựng vào năm 1998  kết nối Encamp với một sườn núi ở độ cao 2.500 m trong khu nghỉ mát trượt tuyết Grandvalira, do đó đảm bảo kết nối hệ thống thang máy + trượt tuyết giữa El Pas de la Casa và phần còn lại của miền.

## Giáo dục
Trường tiểu học quốc tế Tây Ban Nha Escuela Española de la Vall d'Orient nằm ở Encamp.

## Những nhân vật đáng chú ý
- Josep Carles Laínez (sinh năm 1970 tại Valencia) là một nhà văn Tây Ban Nha, có nhà ở Encamp
- Verònica Canals i Riba hiện là Bộ trưởng Bộ Du lịch